# گلاب آدینه
گلاب مستعان (زادهٔ ۲۲ آبان ۱۳۳۲) معروف به گلاب آدینه، بازیگر اهل ایران است. او فرزند داستان‌نویس حسینقلی مستعان است و فعالیت خود را در دههٔ ۱۳۵۰ آغاز کرد. آدینه برای نقش‌آفرینی در روسری‌آبی (۱۳۷۳) برندهٔ سیمرغ بلورین بهترین بازیگر نقش مکمل زن شد. او همچنین برای نقش‌آفرینی‌هایش در زرد قناری (۱۳۶۷)، مهمان مامان (۱۳۸۲)، وقتی همه خواب بودند (۱۳۸۴) و من دیه‌گو مارادونا هستم (۱۳۹۳) نامزد دریافت سیمرغ بلورین بهترین بازیگر زن شده‌است.

## زندگی
گلاب مستعان در ۲۲ آبان ۱۳۳۲ در تهران به دنیا آمد. او فارغ‌التحصیل رشتهٔ اقتصاد سیاسی از دانشگاه ملی ایران است. وی فعالیت هنری را سال ۱۳۵۴ با گروه تئاتر دانشجویی «پیاده» به سرپرستی مهدی هاشمی و داریوش فرهنگ آغاز کرد و در چندین نمایشنامه مانند داستانی نه تازه، همشهری، خاطرات و کابوس‌های یک جامه دار از زندگی و مرگ امیر کبیر، دیوار چین، دایره گچی قفقازی، پوف!!، مادام پی پی، و در مصر برف نمی‌بارد بازی و کارگردانی نمایش‌های سلطان مار، مرگ یزدگرد، شبی در طهران، و پرده خانه را بر عهده داشت. از کارهای تلویزیونی وی می‌توان به بازی در سریال افسانه سلطان و شبان و کارگردانی مجموعه ۵۰ قسمتی به‌نام خواستگاران اشاره کرد.
آدینه، همچنین انتخاب بازیگر و بازیگردان تعدادی از مجموعه‌های تلویزیونی بوده‌است. بازی و منشی صحنهٔ فیلم نیمه‌بلند رسول پسر ابوالقاسم به کارگردانی داریوش فرهنگ نخستین تجربهٔ سینمایی او است.
گلاب آدینه در فاصلهٔ سال‌های ۱۳۶۷ تا ۱۳۷۶ به آموزش بازیگری برای گروه‌های مختلف سنّی در مدارس و مؤسسات آموزشی مانند مدرسه هنر و ادبیات کودکان و نوجوانان وابسته به صدا و سیما پرداخت و نمایش‌هایی مانند گل دوستی، یک روز زیبا، خاطره و خبر خوش را اجرا کرد.
وی چند نمایشنامه از بهرام بیضایی از جمله مرگ یزدگرد و سلطان مار و پرده‌خانه را بر صحنه برده‌است. او مرگ یزدگرد را در سال ۱۳۷۰ کارگردانی کرد و در دهمین جشنواره تئاتر فجر در کنار آثاری نظیر سایه ماه به کارگردانی انوشیروان ارجمند، دلدار به نویسندگی و کارگردانی حسین نوری، واقعه‌خوانی جهاز جادو به نویسندگی محمد چرمشیر و کارگردانی آتیلا پسیانی، و مال‌کنون به نویسندگی و کارگردانی مریم معترف و عزت‌الله مهرآوران به روی صحنه برد.

## خیزش ۱۴۰۱
در ۱۵ آذر ۱۴۰۱، پس از اجرای نمایش پرده‌خانه به کارگردانی گلاب آدینه، او بدون حجاب اجباری به روی صحنه رفت و در بیرون از سالن با تماشاگران عکس گرفت.

## آثار

### سینمایی
| سال تولید | نام فیلم              | کارگردان               |
| --------- | --------------------- | ---------------------- |
| ۱۳۹۶      | دوباره زندگی          | رضا فهیمی              |
| ۱۳۹۵      | دوازده روز            | مصطفی قربان‌پور         |
| ۱۳۹۴      | آبجی                  | مرجان اشرفی‌زاده        |
| ۱۳۹۴      | داستان خانواده فرشچی  | نادر تکمیل همایون      |
| ۱۳۹۳      | من دیگو مارادونا هستم | بهرام توکلی            |
| ۱۳۹۰      | قصه‌ها                 | رخشان بنی‌اعتماد        |
| ۱۳۸۴      | آرامش در میان مردگان  | مهرداد فرید            |
| ۱۳۸۴      | وقتی همه خواب بودند   | فریدون حسن‌پور          |
| ۱۳۸۲      | مهمان مامان           | داریوش مهرجویی         |
| ۱۳۸۲      | عروس افغان            | ابوالقاسم طالبی        |
| ۱۳۸۰      | زندان زنان            | منیژه حکمت             |
| ۱۳۷۹      | زیر پوست شهر          | رخشان بنی‌اعتماد        |
| ۱۳۷۷      | بال‌های سپید           | مهدی هاشمی وناصر هاشمی |
| ۱۳۷۶      | بانوی اردیبهشت        | رخشان بنی‌اعتماد        |
| ۱۳۷۵      | فصل پنجم              | رفیع پیتز              |
| ۱۳۷۵      | معجزه خنده            | یدالله صمدی            |
| ۱۳۷۳      | روسری آبی             | رخشان بنی‌اعتماد        |
| ۱۳۷۰      | بهترین بابای دنیا     | داریوش فرهنگ           |
| ۱۳۶۸      | شکار خاموش            | کیومرث پوراحمد         |
| ۱۳۶۷      | زرد قناری             | رخشان بنی‌اعتماد        |
| ۱۳۶۰      | رسول پسر ابوالقاسم    | داریوش فرهنگ           |
| ۱۳۵۹      | چوپانان کویر          | حسین محجوب             |

### تلویزیونی
| سال       | نام                 | سمت                | کارگردان                      | توضیحات                         |
| ۱۴۰۳      | بامداد خمار         | بازیگر             | نرگس آبیار                    | اولین حضور در نمایش خانگی       |
| --------- | ------------------- | ------------------ | ----------------------------- | ------------------------------- |
| ۱۳۹۰      | تله‌تئاتر «آشتی‌کنان» | کارگردان           | گلاب آدینه                    | شبکه ۴                          |
| ۱۳۸۹–۱۳۹۰ | تله‌تئاتر «نامه»     | کارگردان           | گلاب آدینه                    | شبکه ۴                          |
| ۱۳۸۸      | تله‌فیلم «آسان سُر»   | بازیگر             | مجید امامی                    |                                 |
| ۱۳۸۶      | خواستگاران ۵۰ قسمت  | کارگردان هنری      | گلاب آدینه                    | کارگردان تلویزیونی: مهدی مظلومی |
| ۱۳۸۶      | سلام                | بازیگردان          | محمدرضا فرزین                 | شبکه تهران                      |
| ۱۳۸۵      | پرواز در حباب       | بازیگردان          | سیروس مقدم                    | شبکه ۳                          |
| ۱۳۸۱      | فرستاده             | بازیگر و بازیگردان | جواد شمقدری                   | در نقش «پیرزن»                  |
| ۱۳۷۸      | آغوش‌های خالی        | بازیگر             | وحید نیکخواه آزاد             | شبکه ۳                          |
| ۱۳۷۷–۱۳۷۶ | کوه‌های سفید         | بازیگر             | ابوالقاسم معارفی و مهدی هاشمی | گروه کودک و نوجوان شبکه ۱       |
| ۱۳۶۳–۱۳۶۰ | سلطان و شبان        | بازیگر             | داریوش فرهنگ                  | شبکه ۱                          |

### تئاتر
- جشنواره الفبا، به کارگردانی گلاب آدینه، (آذر ۱۴۰۳)
- پرده‌خانه، به کارگردانی گلاب آدینه، (آبان ۱۴۰۱)
- بانوی محبوب من (گلاب آدینه)، سالن اصلی تئاترشهر - ۱۴۰۰
- شیرهای خان بابا سلطنه (افشین هاشمی)، پردیس تئاتر شهرزاد - سالن یک، ۱۳۹۶[۸]
- سه‌گانه اورنگ (محمد حاتمی)، مجموعه تئاتر دیوار چهارم، ۱۳۹۵[۹]
- بیوه‌های غمگین سالار جنگ (شهاب‌الدین حسین پور)، تئاترشهر - سالن چهارسو، ۱۳۹۲[۱۰]
- سیندرلا (جلال تهرانی)، تئاتر شهر، سالن اصلی، ۱۳۹۲[۱۱]
- خُرده خانم (کیومرث پوراحمد)
- در مصر برف نمی‌بارد (دکتر علی رفیعی)
- مده‌آ (محسن حسینی)
- پوف (هوشنگ سامس)
- مادام پی‌پی (بابک محمدی)
- سلطان مار (گلاب آدینه)، فرهنگسرای شفق،[۱۲] ۱۳۷۶[۱۳]
- خانمچه و مهتابی (هادی مرزبان)
- همشهری (مهدی هاشمی)
- مرگ یزدگرد (گلاب آدینه)
- دایره گچی قفقازی (داریوش فرهنگ)
- داستانی نه تازه (مهدی هاشمی)
- آدم‌های ماشینی (مهدی هاشمی)

## جوایز و افتخارات
- نامزد سیمرغ بلورین بهترین بازیگر نقش اول زن (من دیگو مارادونا هستم) [دوره ۳۳ جشنواره فیلم فجر (مسابقه سینمای ایران) - سال ۱۳۹۳]
- نامزد سیمرغ بلورین بهترین بازیگر نقش اول زن (مهمان مامان) دوره ۲۲ جشنواره فیلم فجر (مسابقه سینمای ایران) - سال ۱۳۸۲
- نامزد تندیس زرین بهترین بازیگر نقش اول زن (مهمان مامان)[ دوره ۸ جشن خانه سینما (مسابقه) - سال ۱۳۸۳]
- نامزد سیمرغ بلورین بهترین بازیگر نقش اول زن (وقتی همه خواب بودند)[دوره ۲۴ جشنواره فیلم فجر (مسابقه سینمای ایران) - سال ۱۳۸۴]
- نامزد سیمرغ بلورین بهترین بازیگر نقش اول زن (زرد قناری)[دوره ۷ جشنواره فیلم فجر (مسابقه سینمای ایران) - سال ۱۳۶۷]
- نامزد سیمرغ بلورین بهترین بازیگر نقش مکمل زن (فصل پنجم)[دوره ۱۵ جشنواره فیلم فجر (مسابقه سینمای ایران) - سال ۱۳۷۵]
- نامزد سیمرغ بلورین بهترین بازیگر نقش مکمل زن (بانوی اردیبهشت)[دوره ۱۶ جشنواره فیلم فجر (مسابقه سینمای ایران) - سال ۱۳۷۶]
- برنده سیمرغ بلورین بهترین بازیگر نقش مکمل زن (روسری آبی)[دوره ۱۳ جشنواره فیلم فجر (مسابقه سینمای ایران) - سال ۱۳۷۳]
- برنده جایزه بهترین بازیگر نقش اول زن جشنواره بین‌المللی فیلم پکن (آبجی) [هفتمین دوره جشنواره بین‌المللی فیلم پکن- سال ۱۳۹۶]
- برنده جایزه بهترین بازیگر نقش اول زن جشنواره بین‌المللی فیلم خروس طلایی و صد گل کشور چین (دوباره زندگی) [بیست و هفتمین دوره جشنواره بین‌المللی فیلم خروس طلایی و صد گل - سال ۱۳۹۷][۱۴]
- تندیس حافظ یک عمر فعالیت هنری در جشن نوزدهم دنیای تصویر - سال ۱۳۹۸